# زاهاينوس
بلدية زاهاينوس (بالإسبانية: Zahínos)‏, هي إحدى بلديات مقاطعة بطليوس, التي تقع في منطقة إكستريمادورا, والتي تقع في غرب إسبانيا.
يبلغ عدد سكانها 3.026 نسمة وفقاً لإحصائية سنة (2002).